# Università della Georgia
La Università della Georgia (inglese: University of Georgia; comunemente chiamata UGA o semplicemente Georgia) è un'università pubblica con sede ad Athens, Georgia, Stati Uniti. Fondata nel 1785, è la più antica e grande istituzione di istruzione maggiore dello stato. L'Università della Georgia è parte del Sistema Universitario della Georgia. È anche membro della Southern Association of Colleges and Schools. È classificata come “Research University/Very High Activity”, secondo la Carnegie Foundation.

## Storia
Il 27 gennaio 1785, la Georgia General Assembly pubblicò un documento firmato da Abraham Baldwin per l'Università della Georgia come prima università statale. Sedici anni dopo, nel 1801, una commissione del consiglio di amministrazione dell'Università selezionò un sito su una collina sotto Cedar Shoals su cui far sorgere l'università. Il 25 luglio John Milledge, uno degli amministratori e successivamente governatore della Georgia, comprò 2,6 km² di terreno da Daniel Easley e li donò all'università.
Durante la Guerra di secessione americana, l'Università fu chiusa nell'ottobre 1863 e riaprì nel gennaio 1866. Nell'estate del 1903, dopo un secolo di educazione riservata esclusivamente a maschi bianchi, l'UGA aprì all'educazione femminile, ma le ragazze verranno ammesse ai corsi undergraduate solo nel 1918 (la prima laureata undergraduate fu Mary Creswell). Nel 1961, la UGA fu protagonista di parte dei 
movimenti per i diritti civili quando Charlayne Hunter e Hamilton Holmes divennero i primi due studenti afroamericani a entrare nell'Università della Georgia.

## Campus
La University of Georgia offre 140 percorsi di laurea in una vasta offerta di discipline. Dotata di 13 librerie sparse nei diversi campus, queste contengono 4,7 milioni di volumi e una delle più grandi collezioni di mappe della nazione americana. UGA Libraries è membro della Association of Research Libraries.
L'University della Georgia è organizzata in 18 scuole e college e consta di 3 campus principali: quello più esteso si trova ad Athens mentre gli altri due a Tifton e Griffin. La UGA possiede anche campus satelliti localizzati ad Atlanta e Lawrenceville. Il campus principale conta 389 edifici e 759 acri. Il totale nelle 30 contee della Georgia è di 39.950 acri. La UGA possiede anche tre centri di ricerca internazionale situati alla Oxford University a Oxford, Inghilterra, a Cortona, Italia e a Monteverde, in Costa Rica.
Le squadre sportive dell'Università sono denominate Georgia Bulldogs. Membri della Southeastern Conference, i Bulldogs hanno vinto 37 campionati nazionali e 130 titoli di Conference. La Georgia Redcoat Marching Band è la banda ufficiale della University of Georgia.